# Aprilie 2009
Acest articol este generat integral pe baza informațiilor din articolul 2009 și este actualizat periodic de un robot.
 Editările făcute în articol vor fi șterse la următoarea actualizare! Dacă doriți să faceți modificări, editați articolul-sursă.

ianuarie -
februarie -
martie -
aprilie -
mai -
iunie -
iulie -
august -
septembrie -
octombrie -
noiembrie -
decembrie
Aprilie 2009 a fost a patra lună a anului și a început într-o zi de miercuri.

## Evenimente

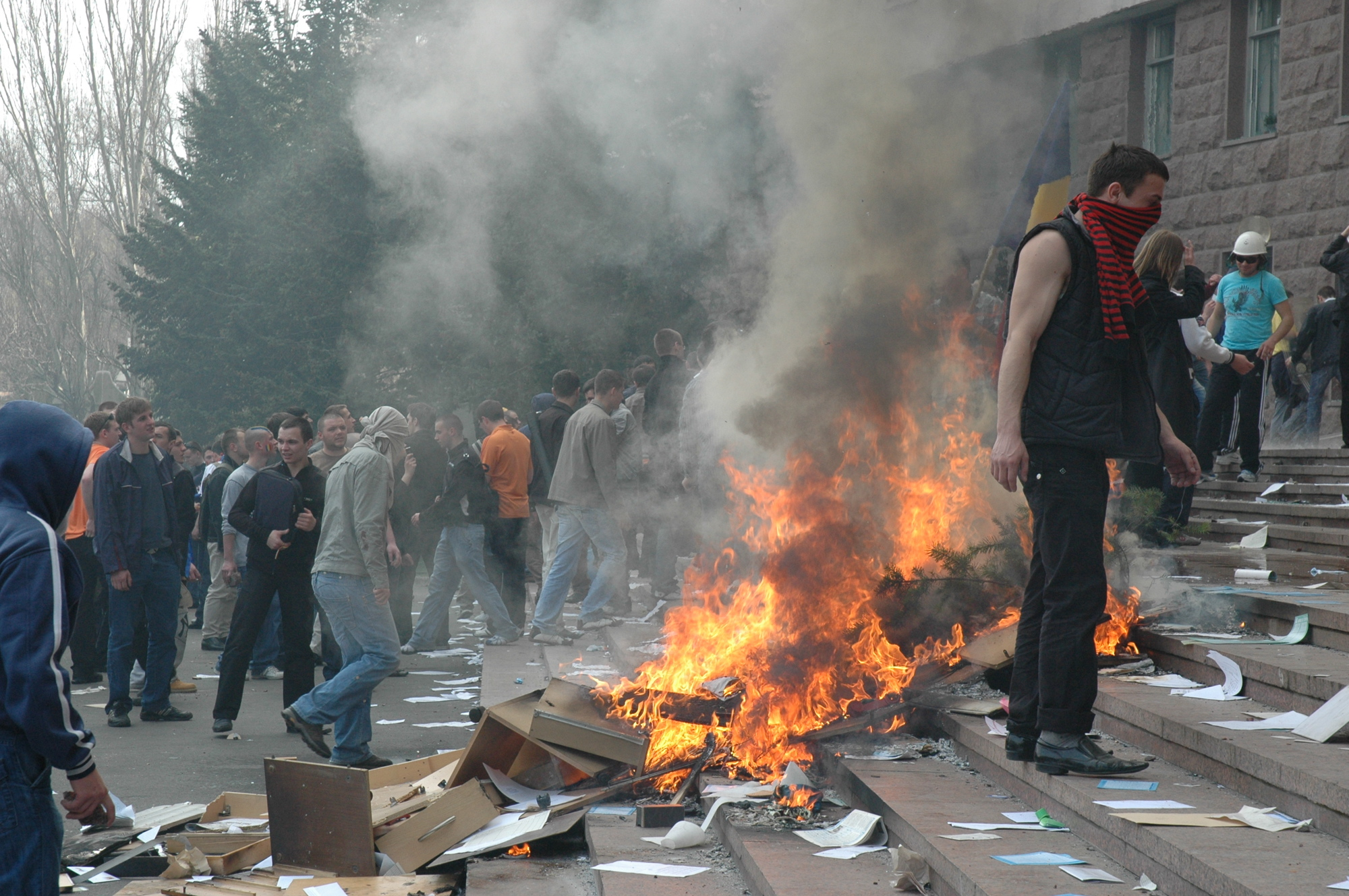
7 aprilie: Proteste la Chișinău.

- 1 aprilie: Albania și Croația devin membre NATO.
- 3-4 aprilie: Are loc cel de-al 21-lea Summit NATO, la 60 de ani de la înființare. Fostul prim ministru danez Anders Fogh Rasmussen devine noul secretar general al NATO.
- 5 aprilie: Alegeri parlamentare în Republica Moldova.
- 5 aprilie: Coreea de Nord lansează cu succes satelitul de comunicații Kwangmyŏngsŏng-2.
- 6 aprilie: A avut loc un cutremur devastator 6,3 grade Richter, care a zguduit centrul Italiei, în special orașul L'Aquila. Bilanțul provizoriu indică peste 300 de morți.
- 6-12 aprilie: A 88-a ediție a Campionatului European de Haltere s-a desfășurat la București, la Sala Polivalentă.
- 7 aprilie: Manifestații violente au avut loc la sediul Parlamentului și Președinției R. Moldova din Chișinău, simpatizanții opoziției contestând corectitudinea alegerilor din urmă cu două zile.
- 13 aprilie: A 17-a ediție a premiilor UNITER.
- 21 aprilie: UNESCO lansează World Digital Library.
- 25 aprilie: Cutremur în Vrancea. Magnitudine de 5,3 grade Richter. Cutremurul s-a simțit în mai multe orașe din țară.

## Decese
- 2 aprilie: Lazăr Dragoș, 78 ani, matematician român (n. 1930)
- 5 aprilie: I. J. Good (n. Isidore Jacob Gudak), 92 ani, matematician britanic (n. 1916)
- 6 aprilie: Gheorghe Ene, 72 ani, fotbalist (atacant) și antrenor român (n. 1937)
- 7 aprilie: Ion Țîbuleac, 22 ani,  una din victimele revoltei anticomuniste (n. 1987)
- 8 aprilie: Valeriu Victor Boboc, 23 ani, victimă a revoltei anticomuniste din R. Moldova (n. 1985)
- 10 aprilie: Ioannis Patakis, 68 ani, politician grec (n. 1940)
- 12 aprilie: Sitara Achakzaï, 52 ani, politiciană și activistă pentru drepturilor femeilor, cu dublă cetățenie, afgană și germană (n. 1957)
- 12 aprilie: Marilyn Chambers (n. Marilyn Ann Briggs), 56 ani, actriță americană (n. 1952)
- 14 aprilie: Maurice Druon, 90 ani, scriitor francez (n. 1918)
- 15 aprilie: Cicerone Poghirc (Cicerone George D. Poghirc), 81 ani, lingvist, indo-europenist, istoric al limbii române, tracolog și istoric al religiilor român (n. 1928)
- 17 aprilie: Gheorghe Cozub, 71 ani, academician din R. Moldova (n. 1937)
- 19 aprilie: J. G. Ballard (James Graham Ballard), 78 ani, scriitor britanic de literatură SF (n. 1930)
- 20 aprilie: Aladár Lászlóffy, 71 ani, scriitor maghiar din România, membru corespondent al Academiei Române (n. 1937)
- 21 aprilie: Vivian Maier, 83 ani, fotografă americană (n. 1926)
- 22 aprilie: Marilyn Cooper, 74 ani, actriță americană (n. 1934)
- 23 aprilie: Damaschin Coravu, 68 ani, episcop român (n. 1940)
- 26 aprilie: Cătălina Murgea, 68 ani, actriță română (n. 1941)
- 27 aprilie: Tomohiko Ikoma, 76 ani, fotbalist japonez (portar), (n. 1932)
- 27 aprilie: Valeria Peter Predescu, 61 ani, interpretă română de muzică populară din Năsăud (n. 1947)
- 30 aprilie: Vasile Miclăuș, 55 ani, deputat român (1996-2000), (n. 1954)